# Dystrofie
Dystrofie (dystrofie → atrofie → nekróza) je nejnižší stupeň regresivního poškození buněk a extracelulární tkáně. V podstatě se jedná o vratnou změnu metabolismu buněk, která se může projevit morfologickými změnami tkání. Porucha metabolismu je spojena vždy s hromaděním nebo řidčeji úbytkem určitých substancí (proteiny, lipidy, cukry, voda, minerály) v buňce nebo extracelulárním prostoru. V odborné terminologii se pro označení dystrofických procesů od jiných patologických jevů přidává k řeckému názvu postižené tkáně přípona – óza (– osis) nebo patie (– pathia). Například dystrofické změny na ledvině se označují jako nefropatie.

## Členění dystrofií
Z pohledu obecné patologie a patogeneze je podstatné, která složka metabolismu je narušena. Podle toho se rozlišují:

### Poruchy metabolismu bílkovin
- Hyalinní dystrofie
- Parenchymatózní dystrofie
- Vakuolární dystrofie
- Fibrinoidní dystrofie
- Amyloidní dystrofie
- Hlenová dystrofie

### Poruchy metabolismu tuků
- Intracelulární steatóza – saginativní, resorpční, retenční
- Extracelulární steatóza

- nejčastěji jsou postiženy játra, srdce a ledviny

- v srdci nejčastěji vzniká následkem hypoxie

- v játrech se jedná o toxonutritivní poškození vlivem nadměrné konzumace alkoholu

### Poruchy metabolismu sacharidů
- Glykogenóza
- Diabetes mellitus

### Poruchy pomocných mechanismů metabolismu
- Intracelulární změny množství vody
  - Kalné zduření
  - Vakuolární dystrofie
- Extracelulární změny množství vody
  - Dehydratace: hypertonická, izotonická
  - Hyperhydratace: hydrops, edém, anasarka, transsudace
- Změny z poruch výměny minerálních látek
  - Poruchy výměny draslíku
  - Poruchy výměny vápníku: dystrofická kalcifikace, metastatická kalcifikace

Z pohledu klinické patologie je podstatné, která tkáň či orgán je dystrofií postižena. Příkladem je svalová dystrofie (změny na svalstvu), neuropatie (změny nervové tkáně), nefropatie (změny na ledvinách), artróza (dystrofické změny kloubů) apod.